# Mike Milligan
Pour les articles homonymes, voir Milligan.
Michael « Mike » Milligan, né le 20 février 1967 à Manchester en Angleterre, est un footballeur international irlandais évoluant au poste de milieu de terrain dans plusieurs clubs anglais. Milligan n'a marqué aucun but lors de son unique sélection avec l'équipe de république d'Irlande en 1992.

## Carrière

### Oldham
Après avoir commencé sa carrière de joueur dans l'équipe de jeunes d'Oldham Athletic à sa sortie de l'école en 1983, il devient professionnel lors de la saison 1984-1985 et fait ses débuts la saison suivante, avant de devenir titulaire de l'équipe première à l'occasion de son 20e anniversaire en février 1987.
Il aide les Latics à atteindre la finale de la Football League Cup en 1989-1990, où ils s'inclinent 1-0 face à Nottingham Forest, ainsi qu'à atteindre les demi-finales de la FA Cup, où ils tiennent Manchester United en échec 3-3 avant de s'incliner 2-1 lors d'un match d'appui.
Cependant, les Latics évoluent toujours en deuxième division en 1990 alors qu'ils faisaient figure de candidats à la promotion plus d'une fois depuis les débuts de Milligan cinq ans plus tôt. Lorsque le manager d'Everton, Colin Harvey, fait une offre de 1 million de livres sterling pour lui, il accepte l'offre et prend la direction de Goodison Park le 24 août 1990. Malheureusement, son séjour à Everton n'est pas une réussite, les Toffees connaissent un début de saison catastrophique et Harvey est remplacé par Howard Kendall au début du mois de novembre 1990. La forme d'Everton s’améliore et les Toffees passent de la dix-huitième place au début du mois de novembre à la neuvième place au classement final, tout en atteignant les quarts de finale de la FA Cup et en éliminant les voisins de Liverpool au passage. De son côté Milligan n'est pas un choix de Kendall et ne fait que 17 apparitions dans l'équipe première pour un but.
Dans le même temps, Joe Royle guide Oldham vers le titre en deuxième division mettant ainsi la fin à 68 années d'absence de première division. Il sécurise immédiatement le retour de Milligan à Boundary Park le 17 juillet 1991 pour ce qui est alors le record de transfert du club, 600 000 £. Mike Milligan devient l'un des éléments-clé du milieu de terrain d'Oldham. Il aide le club à se maintenir trois saisons dans l'élite et à se qualifier pour les demi-finales de la coupe d'Angleterre 1994. Il y sont éliminés par Manchester United après un match à rejouer.

### Norwich
En juin 1994, Oldham Athletic est relégué en deuxième division. Mike Milligan est déterminé à rester dans l'élite. Il s'engage alors avec le Norwich City Football Club le 27 juin 1994 avec un transfert payant d'un montant de 800 000 £.
Milligan passe six saisons à Carrow Road. Sa première saison commence sous les meilleurs auspices puisque Norwich est classé à la sixième place à Noël 1994 avec comme ambition de finir à l'une des places qualificatives à la coupe de l'UEFA. Mais tout se dérègle soudainement et le club s'enfonce inexorablement vers le bas du classement. Norwich ne gagne qu'un seul des matchs disputés jusqu'à la fin du championnat qu'il termine à la 20e place, ce qui la condamne à la relégation. Resté au club malgré cette relégation, Milligan reste une pierre angulaire du milieu de terrain de l'équipe jusqu'à l'arrivée de Bruce Rioch qui commence à lui donner moins de place dans l'équipe première. À partir de 1998, ses apparitions ne sont plus que très fugaces, 2 matchs en 1998-1999 et 11 en 1999-2000. Milligan quitte finalement Norwich en 2000 pour rejoindre le Blackpool Football Club qui lutte pour éviter la relégation en bas de classement de la troisième division.
Lors de la première saison de Milligan à Bloomfield Road, il aide le club à se qualifier pour les éliminatoires de la Division 3 et remporte la finale pour assurer un retour immédiat en Division 2, avant de participer au maintien dans le championnat.
Pendant l'été 2002, Mike Milligan met fin à sa carrière de footballeur à l'âge de 35 ans et après 19 ans de pratique. Il retourne à la vie civile et travaille dans une société d'évènementiel avant de rejoindre pendant deux saisons le Yeovil Town Football Club comme recruteur. Il a ensuite été consultant sport pour Soccer Scene Elite avant de rejoindre en 2018 comme ambassadeur auprès du monde sportif la société de gestion de l'eau Wet Global Ltd.

### Équipe d'Irlande
Mike Milligan, même s'il est né à Manchester, choisit grâce à son ascendance irlandaise de représenter l'Irlande. En 1992, alors qu'il brille au sein du milieu d'Oldham Athletic, Jack Charlton le sélectionne pour une rencontre amicale contre les États-Unis. La rencontre se déroule le 29 avril 1992 à Lansdowne Road à Dublin. Mike Milligan est remplaçant, mais se voit offrir sa première cape à la 62e minute du match lorsqu'il remplace Denis Irwin. L'Irlande remporte la partie 4-1 avec des buts de Andy Townsend, Denis Irwin, Niall Quinn et Tony Cascarino. Mike Milligan sera intégré plusieurs fois à l'équipe d'Irlande, notamment en 1996 sous les ordres de Mick McCarthy alors qu'il joue sous les couleurs de Norwich, mais sans jamais entrer en jeu. Il arrête donc sa carrière avec cette unique sélection.

## Éléments statistiques
| Saison                | Club                  | Championnat           | Championnat | Championnat | Coupe(s) nationale(s) | Coupe(s) nationale(s) | Séries | Séries | République d'Irlande | République d'Irlande | Total | Total |
| Saison                | Club                  | Division              | M.          | B.          | M.                    | B.                    | M.     | B.     | M.                   | B.                   | M.    | B.    |
| 1984-1985             | Oldham Athletic       | Second Division       | -           | -           | -                     | -                     | -      | -      | -                    | -                    | 0     | 0     |
| 1985-1986             | Oldham Athletic       | Second Division       | 5           | 1           | -                     | -                     | -      | -      | -                    | -                    | 5     | 1     |
| 1986-1987             | Oldham Athletic       | Second Division       | 38          | 2           | -                     | -                     | -      | -      | -                    | -                    | 38    | 2     |
| 1987-1988             | Oldham Athletic       | Second Division       | 39          | 1           | -                     | -                     | -      | -      | -                    | -                    | 39    | 1     |
| 1988-1989             | Oldham Athletic       | Second Division       | 39          | 6           | -                     | -                     | -      | -      | -                    | -                    | 39    | 6     |
| 1989-1990             | Oldham Athletic       | Second Division       | 41          | 7           | 3                     | 0                     | -      | -      | -                    | -                    | 44    | 7     |
| 1990-1991             | Everton FC            | First Division        | 17          | 1           | -                     | -                     | -      | -      | -                    | -                    | 17    | 1     |
| 1991-1992             | Oldham Athletic       | First Division        | 36          | 3           | -                     | -                     | -      | -      | 1                    | 0                    | 37    | 3     |
| 1992-1993             | Oldham Athletic       | Premier League        | 42          | 3           | -                     | -                     | -      | -      | -                    | -                    | 42    | 3     |
| 1993-1994             | Oldham Athletic       | Premier League        | 39          | 0           | 5                     | 0                     | -      | -      | -                    | -                    | 44    | 0     |
| 1994-1995             | Norwich City          | Premier League        | 26          | 2           | 7                     | 0                     | -      | -      | -                    | -                    | 33    | 2     |
| 1995-1996             | Norwich City          | First Division        | 28          | 2           | 3                     | 0                     | -      | -      | -                    | -                    | 31    | 2     |
| 1996-1997             | Norwich City          | First Division        | 37          | 1           | 4                     | 0                     | -      | -      | -                    | -                    | 41    | 1     |
| 1997-1998             | Norwich City          | First Division        | 19          | 0           | 2                     | 0                     | -      | -      | -                    | -                    | 21    | 0     |
| 1998-1999             | Norwich City          | First Division        | 2           | 0           | 1                     | 0                     | -      | -      | -                    | -                    | 3     | 0     |
| 1999-2000             | Norwich City          | First Division        | 11          | 0           | -                     | -                     | -      | -      | -                    | -                    | 11    | 0     |
| 2000-2001             | Blackpool FC          | Third Division        | 26          | 1           | 1                     | 0                     | 1      | 0      | -                    | -                    | 28    | 1     |
| 2001-2002             | Blackpool FC          | Second Division       | 2           | 0           | 1                     | 0                     | -      | -      | -                    | -                    | 3     | 0     |
| Total sur la carrière | Total sur la carrière | Total sur la carrière | 447         | 30          | 27                    | 0                     | 1      | 0      | 1                    | 0                    | 476   | 30    |

## Palmarès
Avec Blackpool FC
- EFL Trophy
  - Vainqueur en 2001-2002